# Ludwig Soldan

Ernst Ludwig Soldan

Ernst Ludwig Soldan (* 23. September 1848 in Gießen; † 8. März 1896 in Werden) war ein deutscher Kommunalpolitiker.

## Leben
Ludwig Soldan, Sohn eines Gymnasiallehrers, besuchte das Landgraf-Ludwigs-Gymnasium in Gießen bis zur Oberprima. 1867 wechselte er zur Handelsschule in Gotha.
Beim Hessischen Leibgarde-Infanterie-Regiment trat er in die Offizierslaufbahn ein und erhielt das Offizierspatent am 28. Juli 1870. Im Deutsch-Französischen Krieg 1870/1871 war er Kriegsteilnehmer und erlitt mehrere Verwundungen. Nach dem Krieg wurde er Erzieher in einer Kadettenanstalt in Bensberg (heute Stadtteil von Bergisch Gladbach). Aus gesundheitlichen Gründen wurde er 1878 als Premierleutnant verabschiedet.
Dann trat er in eine Verwaltungslaufbahn ein und arbeitete auf dem Bürgermeisteramt Rheydt und dem Landratsamt Mönchengladbach. Infolge wurde er Amtmann in Langenfeld und Hemer. Am 1. Dezember 1886 wurde er nach einstimmiger Wahl der Stadtverordneten der Stadt Werden (heute Stadtteil von Essen) in das Bürgermeisteramt der Bürgermeisterei Werden eingeführt. In Personalunion war er Bürgermeister der Bürgermeistereien Werden-Stadt und Werden-Land mit im Jahr 1895 zusammen mehr als 20.000 Einwohnern. Nach andauernder Krankheit musste er das Amt am 1. Oktober 1895 niederlegen.
Ernst Ludwig Soldan war Mitbegründer des Werdener Geschichtsvereins. Er wurde auf dem Friedhof Werden II beigesetzt. Sein Grab wurde von der Stadt Essen zum Ehrengrab bestimmt.

## Ehrungen
In Essen-Werden trägt die Ludwigstraße seit etwa 1907 seinen Namen.